# Janiralata serrata
Janiralata serrata är en kräftdjursart som beskrevs av Yakov Avadievich Birstein1963. Janiralata serrata ingår i släktet Janiralata och familjen Janiridae. Inga underarter finns listade i Catalogue of Life.